# Jungle Girl
Jungle Girl é um seriado estadunidense realizado em 1941, gênero aventura, dirigido por William Witney e John English, estrelado por Frances Gifford, criado a partir do romance Jungle Girl (1923), de Edgar Rice Burroughs. Foi o 22º dos 66 seriados produzidos pela Republic Pictures, e veiculou nos cinemas estadunidenses a partir de 27 de agosto de 1941.

## Sumário
Dr John Meredith, envergonhado pelo comportamento de seu irmão gêmeo Bradley, viaja com a filha, Nyoka, para a África. Alguns anos mais tarde, Slick Latimer e Bradley Meredith chegam ao local, em busca de uma mina de diamantes. Bradley mata seu irmão John e toma seu lugar. Jack Stanton e Curly Rogers prontamente ajudam Nyoka na tentativa de vencer o vilão.

## Elenco
- Frances Gifford interpreta Nyoka Meredith. Gifford foi emprestada, na época, pela Paramount[3]
- Tom Neal - Jack Stanton
- Trevor Bardette - Dr John Meredith/Bradley Meredith
- Gerald Mohr - Slick Latimer
- Eddie Acuff - Curly Rogers
- Frank Lackteen - Shamba
- Tommy Cook - Kimbu
- Robert Barron - Bombo
- Al Kikume - Chief Lutembi
- Bunny, o elefante
- Emil Van Horn faz o gorila[4]

## Personagens
Nyoka se tornou famosa, mediante sua continuação, Perils of Nyoka, e as histórias em quadrinhos desenhadas por Al Jetter.
No livro original, o personagem masculino era um médico americano que combatia a desnutrição em uma tribo perdida da África, porém no filme o personagem foi mudado, e em seu lugar surgiu Jack Stanton, um típico caçador branco, companheiro da heroína.

## Produção
O seriado, em 15 capítulos, foi o 22º dos 66 seriados da Republic Pictures. Foi baseado no romance de Edgar Rice Burroughs, Jungle Girl, todavia, a história de Burroughs era sobre uma princesa asiática, e não uma mulher branca vivendo na África. A filmagem foi entre 25 de março e 9 de maio de 1941, e foi o mais caro seriado da Republic em 1941. O lançamento foi em 21 de junho de 1941.
Jungle Girl teve uma espécie de sequência, em 1942, Perils of Nyoka, apenas baseado no primeiro, para não infringir os direitos pagos para Burroughs. O estúdio adquirira os direitos do livro, mas aproveitou apenas o título, atribuindo aos seus roteiristas a tarefa de construírem os quinze emocionantes episódios. Na verdade, no livro de Burroughs não há nenhuma personagem com o nome de Nyoka.
Em 1943, Gifford participou do filme Tarzan Triumphs,  onde interpretou a princesa Zandra, o filme foi estrelado por Johnny Weissmuller e baseado em outra criação de Burroughs, Tarzan.
Jungle Girl foi relançado em 1947, iniciando uma prática que se tornou comum à Republic Pictures, de intercalar novos lançamentos com relançamentos. Jungle Girl foi o primeiro, e foi relançado entre o lançamento original de Son of Zorro, em 18 de janeiro de 1947, e o lançamento de outro original, Jesse James Rides Again.
Os efeitos especiais foram produzidos para a Republic Pictures pelos irmãos Lydecker.
Em 1955, a Republic Pictures lançou seu penúltimo seriado, Panther Girl of the Kongo estrelado por Phyllis Coatescomo Jean Evans. Para baratear a produção, foram reutilizadas cenas de arquivo do seriado Jungle Girl, inclusive o traje. Como resultado, a última personagem feminina principal da Republic usou a mesma fantasia que a primeira.

## Dublês
- Yakima Canutt - Coordenador dos dublês
- Dave Sharpe - Nyoka/Jack Stanton (Tom Neal & Frances Gifford – nas cenas de natação)[9]
- Helen Thurston[7] - Nyoka (Frances Gifford)
- Tom Steele - Slick Latimer (Gerald Mohr)
- Duke Taylor - Curly Rogers (Eddie Acuff)
- Ken Terrell - Irmãos Meredith (Trevor Bardette)

## Títulos dos capítulos
- Death by Voodoo (27min 53s)
- Queen of Beasts (17min 11s)
- River of Fire (16min 45s)
- Treachery (16min 43s)
- Jungle Vengeance (16min 44s)
- Tribal Fury (16min 55s)
- The Poison Dart (16min 39s)
- Man Trap (16min 50s)
- Treasure Tomb (16min 43s)
- Jungle Killer (17min 41s)
- Dangerous Secret (16min 41s)
- Trapped (16min 44s)
- Ambush (16min 40s)
- Diamond Trail (16min 53s)
- Flight to Freedom (17min 28s)